# Kolarovec
Kolarovec – wieś w Chorwacji, w żupanii varażdińskiej, w gminie Cestica. W 2011 roku liczyła 249 mieszkańców.